# A’ Chailleach (Fannichs)
Der A’ Chailleach ist ein als Munro eingestufter, 997 m (3.271 ft) hoher Berg in den schottischen Highlands. Sein gälischer Name kann in etwa mit Die Alte Frau übersetzt werden. Er liegt in der Berggruppe der Fannichs nordöstlich von Kinlochewe, gut 50 Kilometer nordwestlich von Inverness und ist deren vierthöchster und westlichster Munro.
Zusammen mit seinem östlichen Nachbarn, dem mit 999 m (3.278 ft) nur geringfügig höheren Sgùrr Breac, liegt der A’ Chailleach etwas abgesetzt von der Hauptgruppe der Fannichs rund um den Sgùrr Mòr. Er schließt sich westlich an den Sgùrr Breac an, der wiederum durch einen Bergsattel auf rund 550 m Höhe von der Hauptgruppe getrennt wird. Vom durch einen Cairn markierten Gipfel des A’ Chailleach gehen drei Grate aus. Nach Osten führt ein kurzer Grat zum Bealach Toll an Lochain auf 815 m Höhe. An diesen schließt sich der Toman Còinnich an, ein 935 m (3.068 ft) hoher Vorgipfel des Sgùrr Breac. Der Nordgrat endet in den Felsabbrüchen des Sròn na Goibhre oberhalb des Südufers von Loch a’ Bhraoin. Während die Westflanke des Nordgrats wie auch der Rest des Berges weitgehend von mit Gras und Heide durchsetzten Hängen geprägt ist, fallen sein Nordende und die Ostseite steil und felsdurchsetzt ab. Zusammen mit dem Druim Rèidh, dem Nordgrat des Toman Còinnich, umschließt der Nordgrat des A’ Chailleach das Toll an Lochain, ein Kar, dessen Talgrund vom Loch Toll an Lochain ausgefüllt wird. Der dritte Grat führt vom Gipfel nach Südwesten zum Ceann Garbh a’ Chaillich, einem 908 m (2.979 ft) hohen Vorgipfel. Von diesem aus führt der Grat nach Süden, allmählich weiter auf etwa 700 m absinkend, nach Südosten folgt der 739 m (2.425 ft) hohe An Sgùman oberhalb des Westendes von Loch Fannich. Zusammen mit der Südseite des Sgùrr Breac umschließt der Grat das breite und sumpfige Tal Nest of Fannich oberhalb von Loch Fannich.

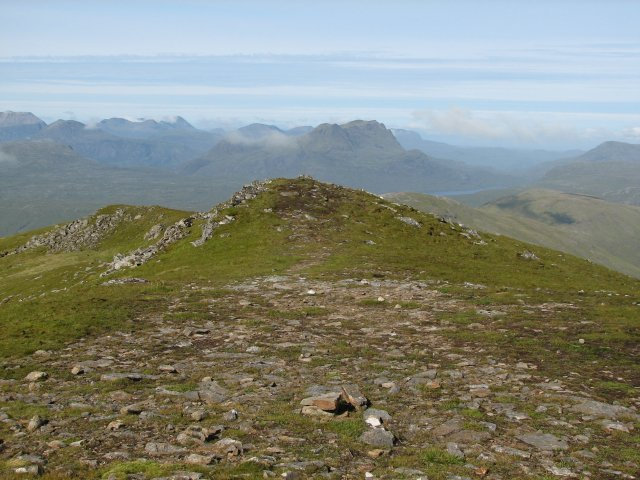
Der Gipfelbereich des A’ Chailleach
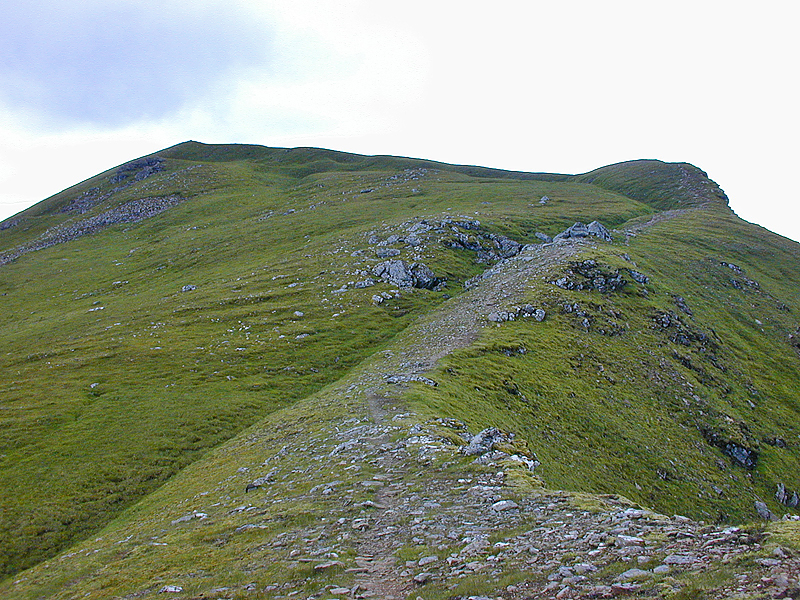
Blick zum Gipfel des A’ Chailleach aus dem Sattel zum Toman Còinnich
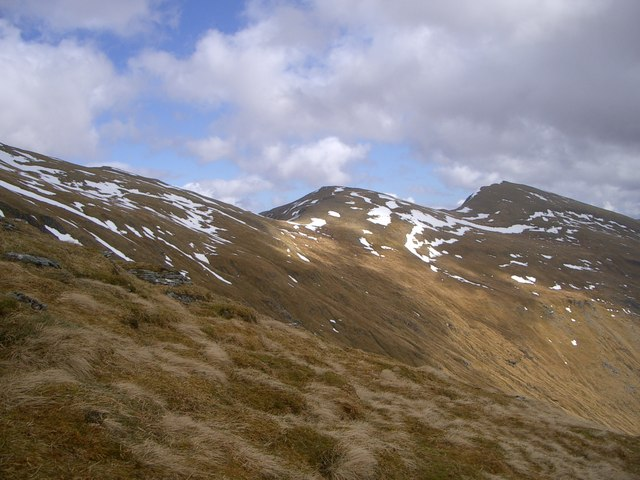
Der Südwestgrat des A’ Chailleach, in der Mitte der Ceann Garbh a’ Chaillich, rechts der Hauptgipfel
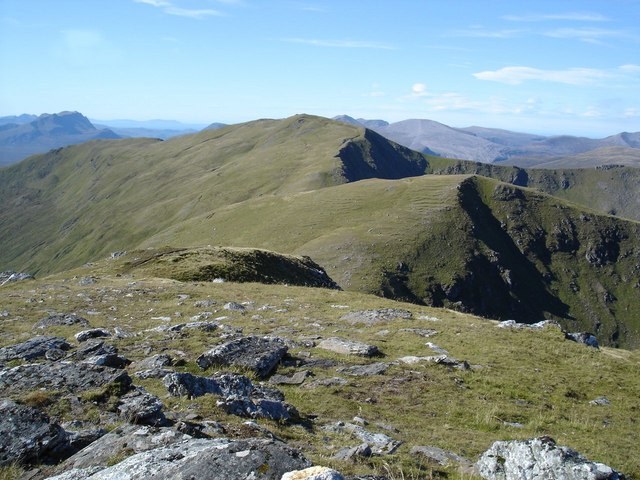
Blick vom Sgùrr Breac nach Westen über den Toman Còinnich zum A’ Chailleach

Wie die zentrale Kette der Fannichs liegt auch die etwas abgesetzte Berggruppe um den A’ Chailleach abseits öffentlicher Straßen und erfordert relativ lange Anstiege. Viele Munro-Bagger besteigen den Sgùrr Breac gemeinsam mit dem Sgùrr Breac. Ausgangspunkt für eine Besteigung des A’ Chailleach ist ein Abzweig von der A832 westlich von Braemore Junction in der Nähe des Ostendes von Loch a’ Bhraoin. Vom Ostende des Sees führt der kürzeste Aufstieg über den Druim Rèidh zum Vorgipfel Toman Còinnich des Sgùrr Breac und über den Bealach Toll an Lochainweiter nach Westen zum durch einen Cairn markierten Gipfel des A’ Chailleach. Alternativ ist eine Besteigung des Berges auch direkt von Norden aus dem Toll an Lochain möglich, von dessen Nordende ein Aufstieg auf den Nordgrat des A’ Chailleach und weiter zum Gipfel möglich ist.